# Visak
Visak ili olovnica je stožasti uteg obješen na uzici, koji služi za određivanje i kontroliranje okomitog (vertikalnoga) položaja u građevinskim i različitim montažnim radovima. U geodeziji se viskom nazivaju i složeniji uređaji za centriranje mjernih instrumenata nad točkom stajališta (na primjer optički visak).

## Optički visak
Optičko-mehaničku konstrukciju dalekozora s vertikalnom vizurnom osi nazivamo optičkim viskom. Optički sustav se sastoji od okulara, nitnog križa, prizme za otklon zrake i objektiva. Optički visak se izrađuje kao samostalni instrument radi postavljanja točke u smjer vertikale (za ispitivanje vertikalnosti kod različitih geodetskih zadataka). Optički visak s dalekozorom malog povećanja primjenjuje se kod teodolita radi optičkog centriranja teodolita (obično je ugrađen u alhidadni dio teodolita). Optičko centriranje je najtočniji postupak gdje pogreška centriranja iznosi do ± 0,3 mm.

## Laserski visak
Laserski visak se također ugrađuje u alhidadni dio teodolita i služi za centriranje. Laserski snop zraka također je identičan s glavnom osi teodolita. Postupak centriranja isti je kao i kod optičkog viska.

## Povijest

### Groma
Groma je bila glavni mjerni instrument rimskih mjernika. Koristila se za određivanje i iskolčavanje pravih kutova. Gromu su koristili Grci i Etruščani od 6. stoljeća pr. Kr., a kasnije je preuzimaju Rimljani. Konstrukcija grome je poznata zbog nekoliko važnih arheoloških nalaza. Jedan od njih je nadgrobni spomenik mjernika Lucija Aebucija Fausta pronađen u mjestu Ivrea, sjeverno od Torina, na kojem su prikazani dijelovi grome. Drugi nalaz potječe iz Pompeja, gdje su u jednoj radionici pronađeni ostaci grome i ostalog geodetskog pribora, kao i u Bavarskoj, blizu Eichstätta, u blizini rimskog limesa. Osnovni dijelovi grome bili su stativ (lat. ferramentum); križ (ili zvijezda, grč. ἀστερίσκος, lat. stella), zatim konzola (lat. rostro) koja je služila kao osovina za okretanja križa i pet visaka (lat. perpendiculum) - dva para koja su visjela na krajevima križa i definirala dva okomita pravca te jedan središnji koji je visio s konzole. Groma je imala široku primjenu: u građevinarstvu i urbanizmu; pri podjeli zemljišta, a bila je korištena i u vojsci. Vojni mjernici (lat. castramensores) bili su odgovorni za podizanje vojnih logora, utvrda i sl. Groma je bila neophodan instrument prilikom svih vrsta gradnji - cesta, akvedukata, mostova itd. Koristili su je i zemljomjernici (lat. agrimensores) prilikom ograđivanja - limitacije privatnog (lat. ager privatus) ili javnog zemljišta (lat. ager publicus).

## Slike
- Kutnik s viskom.
- Visak se koristi za određivanje i kontroliranje okomitog položaja u građevinskim i različitim montažnim radovima.
- Pogled kroz optički visak.